# 第46回世界卓球選手権
第46回世界卓球選手権（だい46かいせかいたっきゅうせんしゅけん）は、国際卓球連盟主催で2001年4月23日から5月6日まで日本の大阪市中央体育館、大阪プール、港スポーツセンターで個人戦と団体戦が開催された。個人戦と団体戦の同時開催はこの大会が最後となり、これ以降、奇数年に個人戦、偶数年に団体戦が行われるようになった。この大会より38mm球に代わり40mm球が使用されることとなった。

## 個人戦
個人戦は全て中国勢が優勝した。ヨーロッパ勢は誰も個人戦入賞を果たせなかった。女子シングルスのキム・ユンミは中国式ペンホルダーにバック粒高ラバーという特殊スタイルで、入賞を果たした。また、林菱のベンチコーチには男子の総監督であるはずの蔡振華が入っていたことで話題になった。

### 各種目の結果
各種目の、ベスト4以内に入った選手は以下のとおりであった。
- 男子シングルス
  - 金メダル：王励勤（中国）
  - 銀メダル：孔令輝（中国）
  - ベスト4：馬琳（中国）
  - ベスト4：蔣澎龍（台湾）
- 女子シングルス
  - 金メダル：王楠（中国）
  - 銀メダル：林菱（中国・現香港）
  - ベスト4：キム・ユンミ（北朝鮮）
  - ベスト4：張怡寧（中国）
- 男子ダブルス
  - 金メダル：王励勤、閻森組（中国）
  - 銀メダル：劉国梁、孔令輝組（中国）
  - ベスト4：蔣澎龍、張雁書組（台湾）
  - ベスト4：金擇洙、呉尚垠組（韓国）
- 女子ダブルス
  - 金メダル：王楠、李菊組（中国）
  - 銀メダル：楊影、孫晋組（中国）
  - ベスト4：張怡寧、張瑩瑩組（中国）
  - ベスト4：武田明子、川越真由（日本）
- 混合ダブルス
  - 金メダル：秦志戟、楊影組（中国）
  - 銀メダル：呉尚垠、金武校組（韓国）
  - ベスト4：詹健、白楊組（中国）
  - ベスト4：劉国梁、孫晋組（中国）

## 団体戦
予選は24ヶ国がそれぞれ3ヶ国ずつ8つのリーグに分けられて1位通過したチームは決勝トーナメントでシードされた。
男子は中国が王座を奪回した。準決勝の韓国戦では、孔令輝が2敗し、2勝2敗で迎えた5戦目、劉国正と金擇洙との死闘を演じ、大接戦で中国が勝利した。2位にはベルギーが入った。もともとエースのジャン＝ミッシェル・セイブは強かったが、その後に続く選手がおらず、団体戦ではノーマークだったが、3番手のブラタノフが大物選手を次々と破り、決勝まで進む原動力となった。女子は中国が連覇を果たした。

### 男子団体
| 順位 | チーム               | 主な出場選手                                                                                |
| ---- | -------------------- | ------------------------------------------------------------------------------------------- |
| 1    | 中国                 | 王励勤（1位）、孔令輝、劉国梁、馬琳、劉国正（5位）                                          |
| 2    | ベルギー             | ジャン＝ミッシェル・セイブ、フィリップ・セイブ、マルティン・ブラタノフ                      |
| 3    | スウェーデン         | ヤン＝オベ・ワルドナー、ヨルゲン・パーソン、ペーテル・カールソン、フレドリク・ホーカンソン  |
| 3    | 韓国                 | 金擇洙、呉尚垠、柳承敏                                                                      |
| 5    | オーストリア         | 陳衛星、ヴェルナー・シュラガー、チェン・チェンリ                                            |
| 6    | フランス             | ジャン＝フィリップ・ガシアン、クリストフ・ルグー、ダミアン・エロワ、パトリック・シーラ      |
| 7    | ドイツ               | ティモ・ボル、ヨルグ・ロスコフ、ペーター・フランツ                                          |
| 8    | イタリア             | ヤン・ミン、マッシミリアーノ・モンデーロ（101位）、バレンティノ・ピアチェンティーニ（98位） |
| 9    | ギリシャ             | カリニコス・クレアンガ、ダニエル・チオカ、プロティノス                                      |
| 10   | ベラルーシ           | ブラディミル・サムソノフ                                                                    |
| 11   | ユーゴスラビア       | アレクサンダー・カラカセビッチ、スロボダン・グルイッチ、マルコビッチ                        |
| 12   | オランダ             |                                                                                             |
| 13   | 日本                 | 偉関晴光、松下浩二、田崎俊雄、遊澤亮、三田村宗明                                            |
| 14   | ポーランド           | スッフ、クシンスキ、クシェシェフスキ                                                        |
| 15   | チェコ               | ピーター・コルベル                                                                          |
| 16   | チャイニーズタイペイ | 蔣澎龍、荘智淵、楊孟勲                                                                      |

（）内は当時の世界ランク

### 女子団体
| 順位 | チーム               | 主な出場選手                                               |
| ---- | -------------------- | ---------------------------------------------------------- |
| 1    | 中国                 | 王楠（1位）、李菊（2位）、張怡寧、孫晋（4位）、楊影（6位） |
| 2    | 北朝鮮               | キム・ヒャンミ、キム・ヒョンヒ、ツ・ジョンシル             |
| 3    | 日本                 | 高田佳枝（27位）、小西杏、羽佳純子、岡崎恵子、西飯由香     |
| 3    | 韓国                 | 柳智恵（8位）、金武校、李恩実、石恩美                      |
| 5    | ルーマニア           | オティリア・バデスク、シュテフ、ナスターゼ                 |
| 6    | シンガポール         | リ・ジャウェイ、ジン・ジュンホン、タン・ペイファン         |
| 7    | ハンガリー           | チラ・バトルフィ、クリスティナ・トート、ヴィヴィエン・エロ |
| 8    | チャイニーズタイペイ | 陳静（5位）、童飛鳴、徐競                                  |
| 9    | ドイツ               |                                                            |
| 10   | 香港                 |                                                            |
| 11   | クロアチア           | タマラ・ボロシュ                                           |
| 12   | カナダ               |                                                            |
| 13   | ベラルーシ           |                                                            |
| 14   | チェコ               | バホブツォバー、シュトルビーコバー、ドベショバー           |
| 15   | ユーゴスラビア       |                                                            |
| 16   | オーストリア         | リュウ・ジャ                                               |

（）内は当時の世界ランク

## 日本人選手の成績
男子監督は前原正浩が女子監督は近藤欽司が務めた。代表に選ばれたのは次の選手である。
- 男子 偉関晴光（17位）、松下浩二（22位）、田崎俊雄（23位）、遊澤亮（75位）、木方慎之介（122位）、三田村宗明（131位）、真田浩二（140位）、大森隆弘（241位）、坂本竜介（248位）、徳村智彦（261位）、加藤雅也（300位）、倉嶋洋介（323位）
- 女子[3] 高田佳枝（21位）、小西杏（22位）、羽佳純子（32位）、岡崎恵子（49位）武田明子（66位）、西飯由香（68位）、西飯美幸（84位）、藤沼亜衣（96位）、梅村礼（99位）、川越真由（152位）、平野早矢香（226位）

（順位は世界ランキング）
個人戦では女子ダブルスの武田明子・川越真由組の3位入賞を果たした。この年のプロツアーファイナルでも準優勝しており、勢いに乗って入賞を果たした。特に彼女たちをサポートしたのは、高島規郎であり、ナショナルチームメンバーではないが練習面でアドバイスを与えていた。
以下、各種目に出場した日本選手の結果である。
- 男子シングルス
  - 偉関晴光 - 1回戦でシンガポールのツァイを3-2で破ったが、2回戦で韓国の李哲承に2-3で敗れた。
  - 松下浩二 - 1回戦でアイルランドのスレビンを3-0で破ったが、2回戦で香港の張鈺に2-3で敗れた。
  - 田崎俊雄 - 1回戦でクロアチアのシュルベクを3-1で破ったが、2回戦でドイツのヒールシャーに2-3で敗れた。
  - 遊澤亮 - 1回戦でチェコのビーボルニーを3-2で破ったが、2回戦でオランダのハイステルに1-3で敗れた。
  - 木方慎之介 - 1回戦で韓国の朱世赫を3-2で破ったが、2回戦で王励勤に1-3で敗れた。
  - 真田浩二- 1回戦でスロバキアのトルクサに1-3で敗れた。
  - 坂本竜介 - 予選でギリシャのブロティノスに1-2で敗れた。
- 女子シングルス
  - 高田佳枝 - 1回戦でフランスのレゲイを3-0、2回戦でベラルーシのビクトリア・パブロビッチを3-0で破ったが、3回戦でハンガリーのクリスティナ・トートに2-3で敗れた。
  - 小西杏 - 1回戦でハンガリーのファゼカシュを3-1、2回戦でベラルーシのロガツカヤを3-0で破ったが、3回戦で北朝鮮のエース、キム・ヒョンヒに1-3で敗れた。
  - 羽佳純子 - 香港の桑亜嬋を3-0、2回戦でユーゴスラビアのS.エデルデリーを3-1で破ったが、3回戦で香港の林菱に0-3で敗れた。
  - 武田明子 - 1回戦でベラルーシのコストロミナを3-1で破ったが、2回戦でハンガリーのチラ・バトルフィに2セット先取したが、2-3で逆転負けした。
  - 西飯由香 - 1回戦でドイツのシュトルーゼ（ヨーロッパチャンピオン）に0-3で敗れた。
  - 藤沼亜衣 - 1回戦でドイツのエルケ・シャールを3-0で破ったが、2回戦でルーマニアのミハエラ・シュテフ（世界ランク9位）に1-3で敗れた。
  - 梅村礼 - 1回戦でリトアニアのガルカウスカイテを3-1で破ったが、2回戦で中国の牛剣鋒に0-3で敗れた。
- 男子ダブルス
  - 偉関晴光、田崎俊雄組 - 1回戦でブラジルのウーゴ・オヤマ、タカヤマ組を2-1、2回戦でイタリアのヤン、ビアチェンティーニ組に相手選手が肩を痛めたため、不戦勝したが、3回戦で王励勤、閻森組に0-2で敗れた。
  - 遊澤亮、木方慎之介組 - 1回戦でカナダの黄文冠、リュウ組に0-2で敗れた。
  - 三田村宗明、加藤雅也組 - 予選でチリペア、ブラジルのチアゴ・モンテイロ、タカヤマ組を破り勝ち上がったが、1回戦でドイツのヨルグ・ロスコフ、ヒールシャー組に0-2で敗れた。
- 女子ダブルス
  - 武田明子、川越真由組 - 1回戦でベルギーのユベール、オプデンカンプ組を2-0、2回戦で韓国の田恵敬、金炅河組を2-1、3回戦でチラ・バトルフィ、クリスティナ・トート組を2-1、4回戦でクロアチアのタマラ・ボロシュ、アガノビッチ組を3-1で破り、準決勝で中国の楊影、孫晋組に0-3で敗れたものの3位となった。
  - 西飯美幸、西飯由香組 - 1回戦でチャイニーズタイペイの陳静、黄怡樺組を2-1、2回戦でハンガリーのエロ、ファガゼカシュ組を2-0で破ったが、3回戦で張怡寧、張瑩瑩組に0-2で敗れた。
  - 岡崎恵子、梅村礼組 - 1回戦でチェコのドベショバー、シュトルビーコバー組に2-1、2回戦でルクセンブルクの倪夏蓮、レゲンウェッター組を2-0で破ったが、3回戦で李恩実、石恩美組に1-2で敗れた。
- 混合ダブルス
  - 徳村智彦、西飯美幸組 - 1回戦でタイのサンガンシン、ムアンスク組を2-1で破ったが、2回戦で張雁書、徐競組に1-2で敗れた。
  - 三田村宗明、藤沼亜衣組 - 1回戦でフランスのバリン、パリュ組を2-1、2回戦でチャイニーズタイペイの楊孟勲、黄怡樺組を2-0で破ったが、3回戦で韓国の金擇洙、李恩実組に0-2で敗れた。
  - 遊澤亮、岡崎恵子組- 1回戦でポーランドのクシェシェフスキ、ナルキェビッチ組を2-0、2回戦でスウェーデンのホーカンソン、A.スベンソン組を2-1、3回戦でドイツのティモ・ボル、シュトルーゼ組を2-0で破ったが、4回戦で中国の秦志戟、楊影組に1-2で敗れた。
  - 木方慎之介、平野早矢香組 - 1回戦でブラジルのタカヤマ、シルバ組を2-0で破ったが、2回戦でスロバキアのトルクサ、オドロア組に1-2で敗れた。
  - 大森隆弘、武田明子組 - 1回戦で香港の梁柱恩、郭芳芳組を2-0で破ったが、2回戦でチャイニーズタイペイの蔣澎龍、陳静組に1-2で敗れた。
  - 真田浩二、西飯由香組 - 1回戦でスロベニアのトキチ、ハラシュ組を2-0で破ったが、2回戦で劉国正、李楠組に0-2で敗れた。
  - 倉嶋洋介、川越真由組 - 1回戦でシンガポールのセン、タン組を2-0で破ったが、2回戦でクリストフ・ルグー、コステ組に0-2で敗れた。

男子団体は決勝トーナメント2回戦でイタリアに破れ、史上最低タイの13位に終った。
女子団体は、帰化選手の羽佳、高田の2枚看板で久々の入賞を果たした。予選リーグのロシア戦は一時0-2と劣勢だったが、3番手で登場した西飯が勝利して、流れを日本に戻した。準々決勝のルーマニア戦では、相手国エースのミハエラ・シュテフに2点取られたものの、残りの3点を死守して、入賞を果たした。準決勝の中国戦は、小西が張怡寧に1ゲーム奪うにとどまり、ストレートで敗れた。

## エピソード
大会に際して、桂三枝（現・六代目桂文枝）が応援団長を務めた。開会式では、福原愛とエキシビションマッチが行われた。
この大会に先立ち、1998年長野オリンピックでの前例に見習って団体戦に出場する国々を応援しようと大阪市の小学校に応援してもらう国を割り振り、その国についての交流を行うことで子供たちに卓球やその国について興味を持ってもらおうという試みがなされた。（一校一国運動）日本だけへの応援ではなく参加選手全員を応援する試みとして実施された。

## テレビ放映
日本国内ではNHK総合テレビで各種目の決勝の様子が深夜の録画中継で放送された。